# 大和新庄駅
大和新庄駅（やまとしんじょうえき）は、奈良県葛城市北花内にある、西日本旅客鉄道（JR西日本）和歌山線の駅である。
葛城市内に所在する唯一のJRの駅である。なお、JTB時刻表では葛城市の代表駅は当駅ではなく近鉄新庄駅とされている。

## 歴史
- 1896年（明治29年）5月10日：南和鉄道が高田駅 - 葛駅（現・吉野口駅）間で開業した際に新庄駅として設置[1][2]。
- 1904年（明治37年）12月9日：南和鉄道の路線を関西鉄道が承継し、同社の駅となる[1]。
- 1907年（明治40年）10月1日：関西鉄道が鉄道国有法により国有化され、帝国鉄道庁の駅となる[1][2]。
- 1909年（明治42年）10月12日：線路名称が制定され、和歌山線の所属となる[1]。
- 1915年（大正4年）9月11日：大和新庄駅に改称[2]。
- 1961年（昭和36年）10月1日：貨物の取り扱いを廃止[2]。
- 1971年（昭和46年）10月1日：荷物扱い廃止[2]。
- 1984年（昭和59年）10月20日：無人駅化[3]。
- 1987年（昭和62年）4月1日：国鉄分割民営化により、西日本旅客鉄道の駅となる[1][2]。
- 2018年（平成30年）3月17日：ICカード「ICOCA」の利用が可能となる。ICカード専用簡易改札機で対応。

## 駅構造
五条方面に向かって右側に配置された単式ホーム1面1線を持つ地上駅（停留所）だが、小さな駅舎がある。かつては相対式ホーム2面2線であったが、駅舎と反対側ホームの線路が撤去されたため1面1線になり交換不能になった。ホームと無蓋跨線橋は改装された。
王寺駅が管理している無人駅である。直立型の自動券売機および簡易ICOCA改札機が設置されている。
トイレは現在は解体されて更地になっている。（2023年6月25日時点）

## 利用状況
JR西日本の移動等円滑化取組報告書によれば、2023年度の1日平均乗降人員は746人。「奈良県統計年鑑」によると、1日の平均乗車人員は以下の通りである。
| 年度   | 1日平均 乗車人員 |
| ------ | ---------------- |
| 2005年 | 408              |
| 2006年 | 384              |
| 2007年 | 372              |
| 2008年 | 366              |
| 2009年 | 355              |
| 2010年 | 361              |
| 2011年 | 370              |
| 2012年 | 367              |
| 2013年 | 378              |
| 2014年 | 363              |
| 2015年 | 400              |
| 2016年 | 381              |
| 2017年 | 372              |
| 2018年 | 365              |
| 2019年 | 381              |
| 2020年 | 312              |

## 駅周辺
駅前を東西に貫く道路を西に進むと国道24号との交差点（北花内交差点）を経て、近鉄新庄駅（近鉄 御所線）に至る。駅西側・駅東側とも、住宅が多い。なお、駅西側には町工場が数軒ある。
- 国道24号
- 近鉄新庄駅（近鉄 御所線） - 徒歩約10分（800メートル）。

## バス路線
駅前ロータリー（当駅西側）に「大和新庄駅」という停留所があり、そこから下記の路線が発着する。
葛城市公共バス
- 環状線ルート
- ミニバスE 笛堂・薑（）ルート

## 隣の駅
西日本旅客鉄道（JR西日本）
 和歌山線
■快速（大和路線直通）・■普通
高田駅 - 大和新庄駅 - 御所駅